# Roberto Marinho
Roberto Pisani Marinho (Río de Janeiro, 3 de diciembre de 1904-Río de Janeiro, 6 de agosto de 2003) fue un periodista y empresario brasileño, fundador de la cadena de televisión TV Globo y del conglomerado audiovisual Grupo Globo.

## Biografía
Roberto Marinho nació en 1904 y fue el primogénito de una familia de editores de prensa de Río de Janeiro. Su padre, Irineu Marinho, era un periodista que a comienzos del siglo XX había ayudado a fundar dos diarios: el vespertino A Noite (1911) y el matutino O Globo (1925), donde Roberto dio sus primeros pasos como redactor y secretario.
A lo largo de su vida se ha casado en tres ocasiones. De su primer matrimonio con Stella Goulart Marinho, que duró desde 1946 hasta 1971, tuvo cuatro hijos: Roberto Irineu, Paulo Roberto, João Roberto y José Roberto. En 1971 se divorció y al poco tiempo inició una relación con Ruth Albuquerque, con quien estuvo casada desde 1979 hasta 1989. En 1991 contrajo matrimonio con su tercera y última esposa, Lily Monique Marinho 
Al margen de su labor empresarial, era aficionado al automovilismo, a la pesca subacuática y a la hípica. También estuvo ligado al arte a través de la colección de obras y el mecenazgo. En 1977 creó la Fundación Roberto Marinho, una institución sin ánimo de lucro que se dedica a financiar proyectos educativos. Y en 1993 se convirtió en miembro de la Academia Brasileña de Letras en sustitución de Otto Lara Resende. El periodista residía en Cosme Velho, al sur de Río de Janeiro.
Falleció el 6 de agosto de 2003 a los 98 años, debido a un edema pulmonar causado por una trombosis.

### Trayectoria profesional
En agosto de 1925, cuando Roberto tenía 21 años, su padre falleció de un infarto al poco tiempo de haber lanzado O Globo. Al no contar con la experiencia necesaria, el hijo del fundador cedió la dirección del grupo a un veterano periodista de confianza, Euclydes de Matos, mientras él se preparaba para asumir el negocio.
En 1931, Roberto Marinho asumió la dirección de O Globo y se convirtió en una de las figuras mediáticas más influyentes de Brasil. El activo más conocido de Globo era el diario, con una apuesta por la información y la divulgación. Roberto logró aumentar los beneficios del grupo mediante inversiones inmobiliarias y la edición de revistas de historietas. En diciembre de 1944 amplió su poder en los medios de comunicación brasileños con la compra de Rádio Transmissora, propiedad de RCA Victor, para transformarla en la estación de cabecera de la red Rádio Globo.
Después del golpe de Estado de 1964, Roberto Marinho consiguió expandir su influencia con la creación de una red de distribución de canales de televisión. En 1965 inauguró TV Globo en el canal 4 del VHF de Río de Janeiro; al año siguiente se hizo con TV Paulista, en el canal 5 de São Paulo, y fundó la cadena Rede Globo de Televisão —actual TV Globo— que en poco tiempo obtuvo concesiones en otras ciudades. Marinho contrató como director general a Walter Clark, procedente de TV Río; se valió de la reputación de sus medios, y logró consolidar TV Globo en los años 1970 gracias a tres factores: un acuerdo financiero con Time-Life, la colaboración con el régimen militar, y el fichaje de las estrellas de dos cadenas rivales en declive, Excelsior y Tupi. Con la televisión ya consolidada como su activo más valioso, estableció un patrón de calidad en la programación que ayudó a convertir TV Globo en el canal con más audiencia y cuota de mercado de Brasil. A nivel internacional, TV Globo se hizo conocido por las telenovelas brasileñas que exportaba a otros países. Fue también accionista de canales privados europeos como la italiana Telemontecarlo (1985-1993) y la portuguesa SIC.
En los años 1980, Globo se había convertido en el mayor conglomerado audiovisual de América Latina. Su importancia dentro de la sociedad llevó a que Marinho fuese reconocido como una figura clave del periodismo brasileño, pero también a críticas por su connivencia con el poder para consolidar sus negocios y, ya en democracia, por la influencia informativa ejercida en los procesos electorales e incluso en la elección de ministros. En 1993, el documental británico Beyond Citizen Kane comparaba a Marinho con el personaje de Charles Foster Kane y desvelaba casos de manipulación y otros aspectos controvertidos de sus coberturas.
En sus últimos años, Roberto Marinho delegó la responsabilidad de Grupo Globo a sus hijos y fue apartándose paulatinamente de la vida pública. Tras su retirada en 1998, Rede Globo era líder de audiencia en Brasil y la segunda mayor cadena de televisión comercial del mundo, solo superada por la estadounidense ABC. Además, la fortuna personal de Marinho estaba valorada en más de 1000 millones de dólares. El periodista mantuvo la presidencia de honor del Grupo Globo hasta su muerte.